# Scuola San Paolo di Castelletto
La scuola San Paolo è un istituto scolastico pubblico sito nel quartiere di Castelletto di Genova. L'istituto comprende una scuola per l'infanzia, una scuola primaria e una scuola secondaria di primo grado. Fondato nel 1894 da santa Francesca Saverio Cabrini M.S.C. in via Palestro come collegio privato con semiconvitto e trasferito nel 1917 nella vicina Villa Madre Cabrini, dal 1938 occupa l'attuale edificio, che originariamente era una dipendenza collegata all'edificio principale da un tunnel sotterraneo. L'edificio scolastico, insieme alla chiesa di San Paolo e ad alcuni edifici residenziali, appartiene alla fase di espansione urbanistica razionalista degli anni Trenta del Novecento nella parte alta di via Acquarone, via Francesca Cabrini, via Antonio Crocco e via Federico Delpino. È divenuto una scuola pubblica nella seconda metà del Novecento.

## Storia
La scuola fu trasferita a Castelletto nel 1917, quando le suore Missionarie del Sacro Cuore di Gesù di Santa Francesca Saverio Cabrini M.S.C., acquistarono Villa Acquarone (rinominata Villa Madre Cabrini in onore della loro fondatrice, deceduta nello stesso anno) e vi trasferirono il collegio scolastico con semiconvitto fondato da Santa Madre Cabrini in via Palestro dal 1893

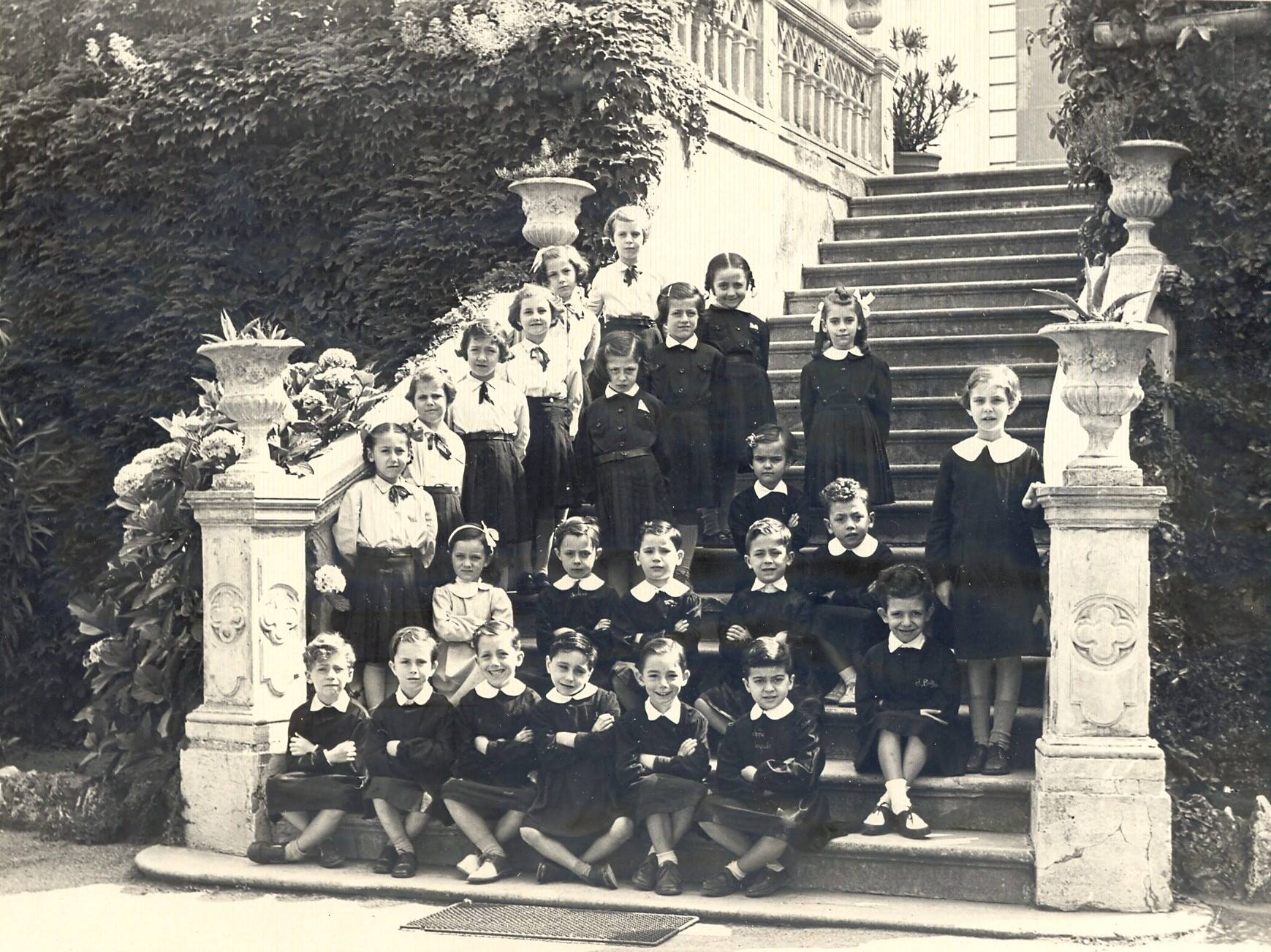
Gli alunni della scuola nella prima metà del Novecento. La fotografia fu scattata sulle scale della Villa Madre Cabrini, che al tempo faceva parte del complesso scolastico

L’affermazione e lo sviluppo della scuola sono legati a suor Francesca Saverio Savona M.S.C., che ne divenne direttrice nel 1931. Nel 1934 il complesso scolastico fu ingrandito con un secondo edificio in stile razionalista costruito dalla parte opposta di Salita Bachernia, sopra il complesso cinquecentesco di Sant'Anna e immediatamente a lato della stazione di monte dell'Ascensore Magenta/Crocco, completato nel 1933.
Nel 1935 l'istituto ottenne il riconoscimento del titolo di liceo. Con lo scoppio della seconda guerra mondiale, le suore dovettero temporaneamente lasciare il complesso scolastico, che fu parzialmente colpito durante i bombardamenti sulla città. Nel 1945 iniziò l'opera di ripristino e presto l'attivita didattica poté ricominciare.
Nella seconda metà del Novecento l'edificio principale fu venduto a privati e trasformato in condominio residenziale, mentre l'edificio costruito negli anni 1934-38 e la porzione di parco a levante della Salita Bachernia furono ceduti alla proprietà pubblica, divenendo la sede dell'attuale scuola San Paolo/istituto comprensivo Castelletto.

## Galleria d'immagini

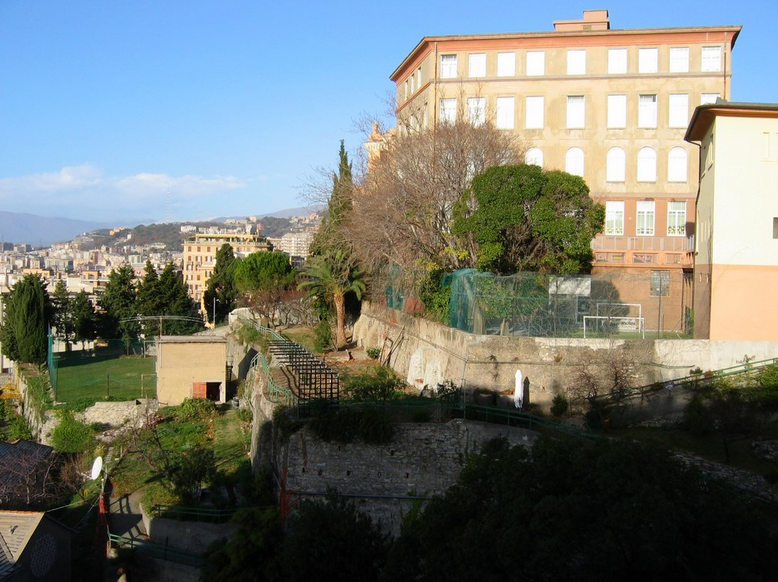
Scuola San Paolo Genova Castelletto, un'altra veduta dell'edificio del 1934
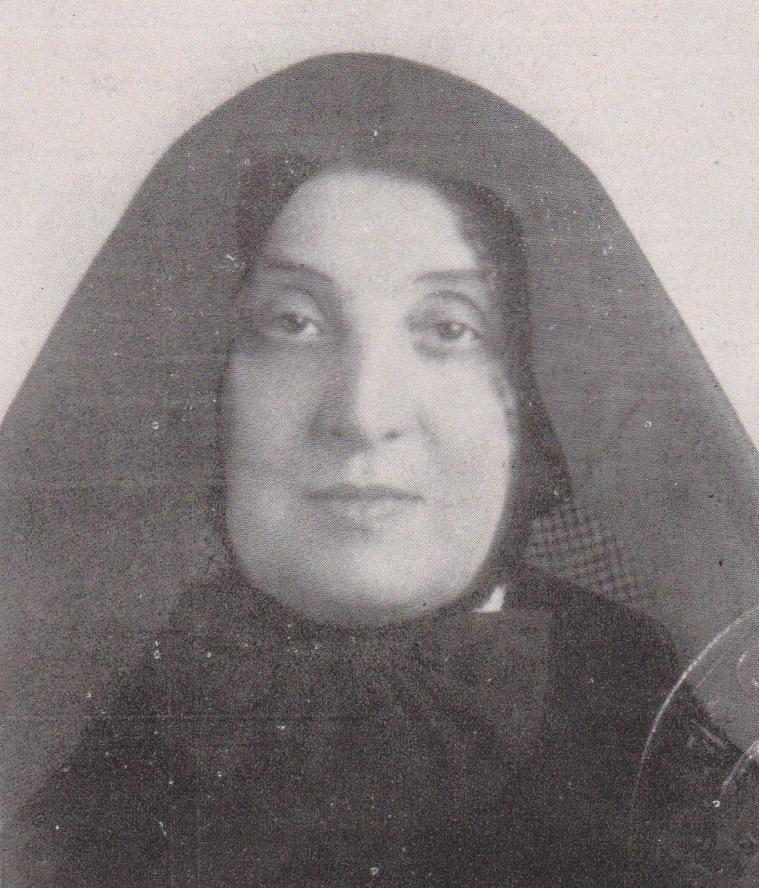
Suor Francesca Saverio Savona (1897-1950), la direttrice che fece costruire l'edificio del 1934
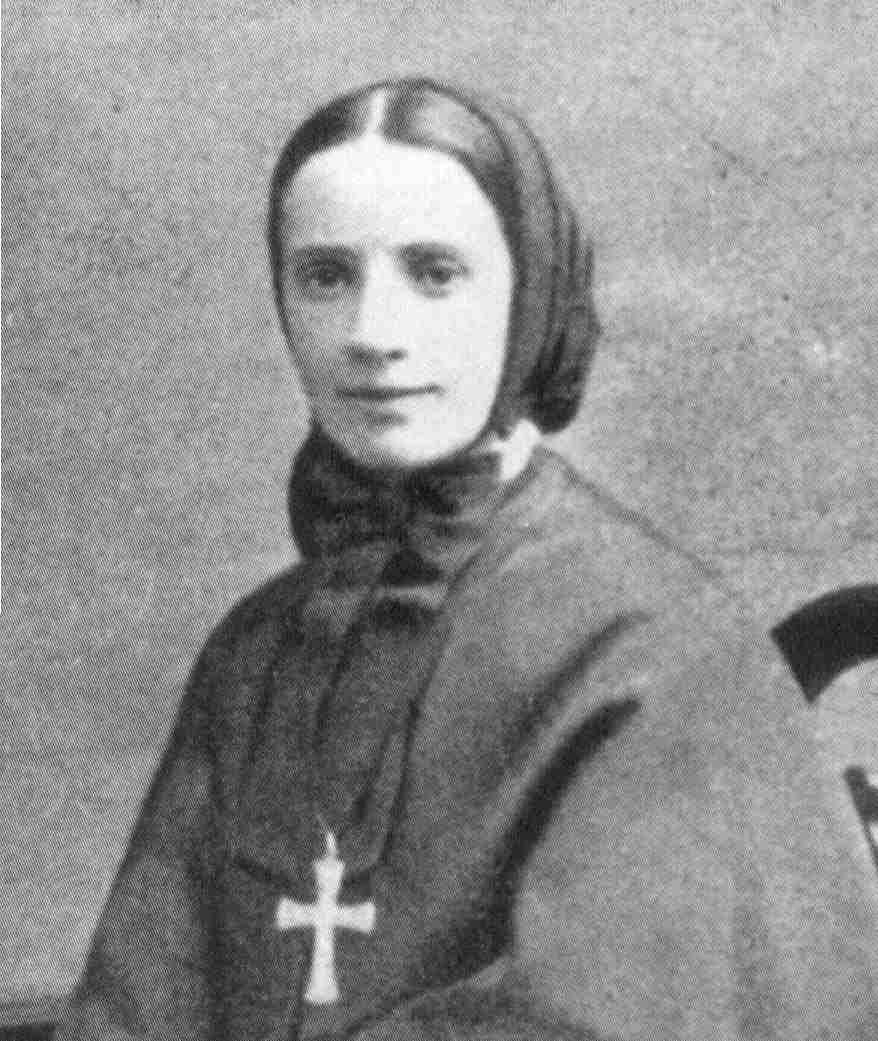
Santa Francesca Saverio Cabrini (1850-1917) fondò il collegio scolastico a Genova nel 1894